# Sternacanista
Sternacanista is een kevergeslacht uit de familie van de boktorren (Cerambycidae). De wetenschappelijke naam van het geslacht werd voor het eerst geldig gepubliceerd in 1955 door Tippmann.

## Soorten
Sternacanista is monotypisch en omvat slechts de volgende soort:
- Sternacanista retrospinosa Tippmann, 1955